# Станіслав Мрозовський
Станіслав Войцех Мрозовський (1902—1999) — польський та американський фізик, спеціаліст з атомної фізики, зокрема фізики вуглецю. Один з засновників польського астрономічного науково-популярного журналу «Уранія».

## Біографія
Народився 9 лютого 1902 року у Варшаві. Ще будучи старшокласником, заснував Польське аматорське астрономічне товариство та видавав бюлетень «Уранія». У 1920 році пішов добровольцем до польського війська. Брав участь в обороні Варшави та боях за Гродно. Нагороджений Хрестом Хоробрих.
У 1925 році отримав ступінь магістра у Варшавському університеті. Тоді він почав дослідження в галузі спектроскопії. У 1929 році отримав ступінь доктора фізики, а потім до 1933 році, як стипендіат Міністерства релігійних справ і народної освіти, проходив стажування в Берліні, Будапешті, Загребі та Копенгагені, а потім працював на кафедрі теоретичної фізики Варшавського університету.
Був асистентом професора Чеслава Бялобжеського. У 1936 році він представив концепцію експериментальних досліджень надтонких атомних структур з використанням типу фільтра Зеемана, тепер відомого як фільтр Мрозовського. Ця робота привернула до нього увагу міжнародної спільноти фізиків. Його запросили на перший міжнародний конгрес з фотолюмінесценції, який відбувся у Варшаві в 1936 році. З 1937 року був доцентом кафедри теоретичної фізики Варшавського університету. До Другої світової війни він був одним із найбільш часто публікованих і цитованих польських фізиків.
У 1939 році Мрозовський поїхав до кампусу Університету Каліфорнії в Берклі в Каліфорнії, щоб провести рік з Ернестом Орландо Лоуренсом. Там його застала війна. Після закінчення навчання в Берклі він приєднався до Роберта Маллікена в Чиказькому університеті, де працював професором коледжу Джорджа Вілліанса.
Брав участь у роботі над Манхеттенським проектом.
У 1944 році Great Lakes Carbon Corp попросила Мрозовського організувати та очолити дослідницьку групу з фізики у відділі досліджень і розробок. Ця посада, яку він обіймав протягом чотирьох років, поклала початок його дослідницькій діяльності в галузі фізики вуглецю.
У 1949 році він прийняв посаду професора в Університеті в Баффало, де організував докторські студії та дослідницькі групи. Він став директором Лабораторії досліджень вугілля. Лабораторія стала світовим центром фізики вуглецю. У 1962 році він заснував міжнародний журнал «Carbon», який редагував 20 років. Мрозовський підтримував численні міжнародні контакти. Він був активним у Фундації Костюшка в Нью-Йорку та в Польському науковому інституті в Америці.
У 1972 році, після виходу на пенсію з Баффало, він переїхав до Університету штату Боллів в Мансі, де працював неповний робочий день, займаючись викладанням та дослідженнями до 1990-х років.
29 червня 1990 року Університет Миколая Коперника присвоїв йому ступінь почесного доктора.
1993 року нагороджений Офіцерським хрестом Ордена Відродження Польщі.